# Чарыев, Курбандурды
Курбандурды Чарыев (туркм. Kurbandurdy Çaryýew; 4 декабря 1941 года , Байрамали, Туркменская ССР, СССР — 7 февраля 2011 года, Уфа, Башкортостан, Россия) — советский и российский живописец туркменского происхождения, Заслуженный деятель искусств Республики Башкортостан (2004). Главный художник Национального Молодёжного театра Республики Башкортостан (1998—2000).

## Биография
Родился 4 декабря 1941 года в городе Байрамали, Туркменская ССР.
В 1971 году окончил Туркменский университет им. А. М. Горького в Ашхабаде. В годы учебы организовал и возглавил в качестве режиссёра и художника-постановщика студенческий театр, который стал лауреатом Всесоюзного конкурса самодеятельных театров.
После окончания университета работал корреспондентом местной газеты, актером, режиссёром и художником-постановщиком спектаклей на сцене ТЮЗа и театра оперы и балета в Ашхабаде.
В 1975 году стажировался в Туркменском государственном театре оперы и балета имени Мухтумкули, в 1979 — в Московском государственном музыкальном театре имени Станиславского и Немировича-Данченко.
С 1977 года — актёр, с 1979 года — зав. художественно-постановочной частью (в 1986—88 зам. директора) Туркменского ТЮЗа, с 1981 года — Туркменского театра оперы и балета.
С 1985 года работал в Башкортостане, в Башкирском государственном театре оперы и балета (1985, 1988—1989, 1995). С 1989 года работал в Республиканском русском драматическом театре, с 1990 года — в ТЮЗе г. Уфа), в апреле—августе 1995 года — главный художник Салаватского башкирского драматического театра.
В 1998—2000 годах Чарыев Курбандурды — главный художник Национального Молодёжного театра Республики Башкортостан.
Для творчества Чарыев Курбандурды характерно сочетание символичности с реальностью. В сценическом оформлении он использовал принципы концептуального искусства.

## Творчество
Чарыев Курбандурды оформил около 50 спектаклей на сценах театров: Национального Молодёжного театра РБ «Нур», Салаватского драматического театра, Сибайского театра драмы, Стерлитамакского театра драмы, Туймазинского драматического театраи др.
Им были созданы декорации к оперным спектаклям Театра оперы и балета: «В ночь лунного затмения» и «Memento» С. А. Низаметдинова, «Пиковая дама» П.И.Чайковского, «Травиата» и «Трубадур» Дж. Верди и др.

## Звания
- Заслуженный деятель искусств Республики Башкортостан (2004)